# Gunnar Barklund
Gunnar Barklund, född 4 januari 1914 i Bjursås, död 15 mars 1977 i Tullinge, var en svensk författare och översättare.
Barklund hade en bakgrund som yrkesmilitär. Som författare skrev han noveller och artiklar i dags-, vecko- och fackpress, delvis under pseudonymen Pekka Lundell, men är främst känd som en kvalificerad översättare från engelska och (i mindre utsträckning) från tyska, danska och norska. Runt 100 översatta böcker, såväl fack- som skönlitteratur, blev det mellan 1960 och hans död 1977. Bland hans översättningar märks sex romaner av William Faulkner. Gunnar Barklund är begravd på Tullinge parkkyrkogård.

## Översättningar (urval)
- Historiens största brott: Adolf Eichmann och mordet på 6 miljoner judar (The case against Adolf Eichmann) (sammanställd av Henry A. Zeiger, Aldus/Bonnier, 1960)
- Jakov Lind: En själ av trä: berättelser (Eine Seele aus Holz) (Bonnier, 1963)
- George Paloczi-Horvath: Fakta gör uppror: datamaskinernas roll i den storpolitiska utvecklingen (The facts rebel) (Natur och kultur, 1964)
- William Heinesen: Det goda hoppet (Det gode håb) (Forum, 1965)
- Isaac Bashevis Singer: Slaven (Bonnier, 1966)
- Joseph Conrad: Konfidentiellt: några hågkomster (A personal record: some reminiscences) (Rabén & Sjögren, 1966)
- Cornelius Ryan: Slutstriden: slaget om Berlin 16 april–2 maj 1945 (The last battle) (Bonnier, 1966)
- C.S. Forester: Generalen (The general) (Bonnier, 1967)
- Ray Bradbury: Den kalla vinden och den varma (I sing the body electric!) (Norstedt, 1971)
- William Kotzwinkle: Elefanten på tåget: noveller (Elephant bangs train) (Forum, 1972)
- Joanne Greenberg: I detta tecken (In this sign) (Askild & Kärnekull, 1973)
- Kenneth Neill Cameron: Människan och samhället: en världshistoria (Humanity and society) (Askild & Kärnekull, 1977)